# Взривател
Взривателят е устройство, предназначено за взривяване на основния заряд на боеприпас (артилерийски снаряд, мина, авиобомба, бойната част на ракета, торпедо).
Според принципа на работа взривателите се делят на контактни, дистанционни, безконтактни, командни, а също и на такива с комбинирано действие.
Първият най-обикновен взривател е разработен от Алфред Нобел за осигуряване на надежден взрив на изобретения от него динамит и се състои от капсул и детонатор. Иницииращият импулс в него е огънят. Впоследствие в армиите на различните държави получават широко разпространение ударните взриватели, които доминират в продължение на последните 100 години.

## Контактни взриватели
Контактните взривателни устройства (ВУ) са предназначени за осигуряване на контактно действие, т.е. сработването на ВУ вследствие на съприкосновение на боеприпаса с целта или преграда.
Според времето за сработване контактните ВУ се подразделят на три вида:
- с мигновено действие – 0,05...0,1 ms;
- с инерционно действие – 1...5 ms;
- със забавено действие – от единици милисекунди до няколко денонощия; има многопрограмни ВУ, които могат да имат възможност за настройка на няколко варианта за сработване.

- Хидростатически взривател – сработва само при попадения в обем, запълнен с течност (това гарантира, че снаряда ще се взриви не при контакт с обшивката, причинявайки само повърхностни повреди, а в резервоара или течния топлообменник).

## Безконтактни взриватели
Безконтактните ВУ служат за осигуряване на неконтактно действие, т.е. сработването на взривателя вследствие на взаимодействие с целта или преграда без съприкосновението на боеприпаса с нея.
- автоматичните, се делят по типа им на въздействие:
  - магнитен,
  - оптически,
  - радиовзривател

и пр.
Взривателите от индукционен тип имат индукционен датчик (генератор на вихрови токове), осигуряващ детонацията на БЧ при преминаването на ракетата/снаряда близо до металната обшивка на целта. При пряко попадение взрива на БЧ се осъществява от дублиращ контактен взривател.
Има перспективни комплекси въоръжения в страните на НАТО, предназначени за стрелба с боеприпаси с програмируемо взривяване с реализация на стандартизирана схема за програмиране на взривателя на снарядите тип AHEAD (дулен програматор), или в системата за подаване на боеприпаси в артилерийските системи (Бушмастър II, „Рейнметал“ Rh503, „Бофорс“ L70 и CT40. При детонацията на боеприпасите с дистанционен управляем взрив тип PABM (Programmable Air Burst Munition) се постига търсената ефективност на осколочното поражение на защитената жива сила в СИБ.

## Взриватели с дистанционно действие
Дистанционните взриватели са предназначени за осигуряване на дистанционното действие, т.е. сработването в зададена точка от траекторията на полета на боеприпаса (на дистанция) без каквото и да е взаимодействие с целта. Обикновено дистанционните ВУ отмерват промеждутък от време, необходим на боеприпаса за достигане на необходимата точка от траекторията, но има и други способи за определяне на пространственото положение на боеприпаса.
Според конструкцията си има следните видове дистанционни ВУ:
- пиротехнически;
- часовникови;
- електромеханични;
- електронни.

## Командни взриватели
Командните (или телеуправляемите) взриватели – това са ВУ, които сработват по команда, подавана от наземен или въздушен команден пункт.